# Peter Anders (Fußballspieler, 1946)
Peter Anders (* 29. Juni 1946 in Hannover) ist ein ehemaliger deutscher Fußballspieler, der bei Hannover 96 von 1966 bis 1981 in der Bundesliga beziehungsweise 2. Bundesliga 458 Punktspiele bestritt und dabei 27 Tore erzielt hat. Er ist damit bis heute der Spieler mit den meisten Einsätzen für Hannover 96.

## Sportliche Laufbahn

### Vereinskarriere
Der aus der Jugend von Kleeblatt Stöcken gekommene Abwehrspieler wechselt 1965 vom SV Arminia zu Hannover 96. Sein erster Einsatz in der Amateurmannschaft von Hannover 96 erfolgte am 17. April 1966 gegen Union Salzgitter. Er spielte sich in der Runde 1966/67 mit dem Titelgewinn der Amateurmannschaft der „Roten“ in der Landesliga, seinen Einsätzen in der Verbandsauswahl von Niedersachsen im Länderpokal gegen das Rheinland und den Spielen um die Deutsche Amateurmeisterschaft – VfR Kirn, VfB Stuttgart Amateure, Bayer 05 Uerdingen und am 1. Juli 1967 in Herford im Finale gegen STV Horst-Emscher – an der Seite seiner Mannschaftskameraden Hannes Baldauf, Bernd Helmschrot und Rainer Stiller in das Blickfeld der Lizenzspielerabteilung. So stand seinem ersten Bundesligaeinsatz schnell nichts mehr im Wege. Unter Trainer Horst Buhtz debütierte der Amateur am 34. Spieltag der Bundesligarunde 1966/67, am 3. Juni 1967, bei der 0:1-Auswärtsniederlage beim 1. FC Kaiserslautern in der deutschen Elitespielklasse.
Vor seiner ersten Bundesligasaison, 1967/68, hatte der neue 96er-Präsident Alfred Strothe durch die Neuzugänge der Starstürmer Jupp Heynckes und Josip Skoblar kräftig investiert und die Zielrichtung auf die vorderen Tabellenplätze ausgegeben. Anders kam auf 19 Einsätze und Hannover belegte trotz der weiteren Mitspieler Jürgen Bandura, Christian Breuer, Hans-Josef Hellingrath, Horst Podlasly, Walter Rodekamp, Hans Siemensmeyer und Rainer Stiller nur den zehnten Rang und entschied sich im Februar 1968 zur Entlassung von Trainer Buhtz. Im Messe-Cup sammelte Anders in den zwei Spielen gegen den SSC Neapel mit José Altafini, Antonio Juliano und Alberto Orlando im September und Oktober 1967 internationale Erfahrung. In der Serie 1968/69 bestritt er unter dem neuen Trainer Zlatko Čajkovski 31 Ligaspiele und erzielte am ersten und 20. Spieltag seine beiden ersten Bundesligatore. Zukünftig gehörte er in allen folgenden Runden der Stammbesetzung an. In der Liga ging es aber wieder nicht aufwärts, die „Tschik“-Elf belegte den elften Rang, und das konnten auch die Spiele im Messe-Cup 68/69 gegen B 1909 Odense, AIK Stockholm und den Pokalverteidiger Leeds United nicht vergessen machen. Angetreten war der vormalige Bayern-Trainer mit der vollmundigen Ankündigung: „Wo Tschik sein, ist Erfolg“, doch in Hannover sollte ihm das Lachen vergehen.
Als der Braunschweiger Meistermacher Helmuth Johannsen in der Saison 1970/71 nach dem Abgang von Heynckes, Skoblar, Christian Breuer und Rainer Zobel – es kamen Horst Bertl, Horst Berg, Ferdinand Keller, Hans-Joachim Weller, Willi Reimann – die „Roten“ mit 53:49 Toren und 33:35 Punkten auf den einstelligen neunten Tabellenplatz führte, absolvierte der 1,83 Meter große Defensivspieler alle 34 Punktspiele. Johannsen wurde aber bereits im November 1971 entlassen und Hannover belegte 1972 und 1973 die 16. Ränge. Im Jahre der Fußballweltmeisterschaft 1974 in Deutschland konnte Anders mit seinen 30 Spielen und auch nicht der Trainerwechsel von Hannes Baldauf hin zu Helmut Kronsbein den Abstieg verhindern. Hannover belegte den letzten Platz und stieg in die neue 2. Bundesliga ab.
Mit dem souveränen Abwehrchef Peter Anders – 38 Spiele mit vier Toren – holte sich der Absteiger umgehend 1975 vor Bayer 05 Uerdingen, St. Pauli und Arminia Bielefeld die Meisterschaft in der Nord-Staffel und konnte damit die sofortige Rückkehr in die Bundesliga feiern. Drei Punkte hinter den punktgleichen Kontrahenten aus Düsseldorf, Bremen, Bochum und Karlsruhe beendete Hannover 1975/76 die Runde und stieg als 16. wieder in die 2. Liga ab. Spielführer Anders hatte nochmals 31 Spiele absolviert und dabei fünf Tore erzielt. Sein letztes Bundesligaspiel absolvierte er am 12. Juni 1976 bei dem 4:0-Heimerfolg gegen Mitabsteiger Kickers Offenbach. Zusammen mit Torhüter Reinhard Dittel, den Defensivakteuren Hans-Herbert Blumenthal, Rolf Kaemmer und Rainer Stiller bildete er dabei die Abwehrformation. Insgesamt kam er in der Bundesliga von 1967 bis 1976 auf 236 Einsätze mit neun Toren.
Nach dem Bundesligaabstieg 1976 lief Anders in den drei folgenden Runden in der 2. Bundesliga in allen 114 Begegnungen für Hannover in Folge auf. Die Rückkehr in das Oberhaus konnte mit den zwei fünften Plätzen 1977 und 1978 aber nicht realisiert werden. In beiden Runden kamen Anders und Kollegen auf die gleiche Punktzahl von 43:33 Zählern. Nach der Spielzeit 1980/81 – Anders feierte am 29. Juni 1981 den 35. Geburtstag – beendete der gelernte Maschinenschlosser seiner fußballerische Laufbahn. Er hatte nochmals 40 von möglichen 42 Saisonspielen für seinen Verein bestritten und mit Trainer Diethelm Ferner und den Mitspielern Jürgen Rynio, Bernd Dierßen, Gerhard Kleppinger, Karl-Heinz Mrosko und Dieter Schatzschneider den vierten Rang belegt. Insgesamt kam Anders auf 222 Spiele in der 2. Liga und erzielte dabei 18 Tore. In den 458 Punktspielen im Profifußball wurde der Verteidiger nur zweimal vom Platz gestellt. Zusätzlich sind für ihn im DFB-Pokal 30 Einsätze mit zwei Toren notiert. Nachdem Anders Hannover 96 verlassen hatte, spielte er noch unterklassig für Wacker Osterwald und den TSV Horst.

### Auswahleinsätze
Noch vor seinem Bundesligadebüt machte Anders die Trainer des DFB auf sich aufmerksam. In dem am 25. Mai 1967 ausgetragenen Länderspiel der Amateurnationalelf in Konstanz gegen Italien spielte er beim torlosen Remis an der Seite seines Vereinskameraden Rainer Stiller und Egon Schmitt von den Offenbacher Kickers in der Läuferreihe. Es blieb seine einzige Partie in diesem Team, während Schmitt zum Rekordspieler dieser Mannschaft avancierte.
Die Leistungen des talentierten Abwehrspielers in der Bundesliga im Frühjahr 1969 wurde durch den Einsatz in der bundesdeutschen U-23-Auswahl belohnt. Beim Länderspiel gegen Österreich in Graz am 7. Mai dieses Jahres wurde Anders beim 2:2-Unentschieden für Detlef Pirsig eingewechselt.

## Weiterer Werdegang
Anders hat den Beruf eines Maschinenschlossers erlernt und ließ sich nach seiner Karriere zum Masseur und medizinischen Bademeister umschulen. Er betrieb bis 2011 eine Massagepraxis in Garbsen.